# Valeria Correa
Valeria Correa (Buenos Aires, 24 de abril de 1979) es una actriz, directora de teatro y dramaturga argentina. Es una de las integrantes del grupo de teatro Piel de lava, dedicado a la creación y producción de obras teatrales, de las cuales también participó como actriz y por su trabajo fueron distinguidas con un premio Konex.

## Carrera profesional
Valeria Correa comenzó su formación artística cuando asistió a un taller sobre montaje dictado por Rafael Spregelburd. A partir de esto, Spregelburd y los estudiantes crearon de manera colectiva la obra de teatro Fractal (2000-2001), que marcó para Correa su debut como actriz, asumiendo el papel de Jimena 1. Después, formó parte de la obra Bizarra (2003), volviendo a colaborar con Spregelburd que se desempeñó como director. En 2003, Correa junto a Elisa Carricajo, Pilar Gamboa y Laura Paredes crearon el grupo Piel de lava, con el cual se encargaron de escribir, dirigir, producir y actuar sus propios espectáculos teatrales. De esta manera, Correa extendió su experiencia como actriz de teatro, trabajando en Colores verdaderos (2003-2004), Neblina (2005-2006) y Tren (2007).
Luego, Correa continuó desarrollando su carrera por fuera del grupo Piel de lava, participando de la obra teatral Acassuso (2007-2010) dirigida por Spregelburd. Su debut en cine fue en la película de comedia dramática El hombre de al lado (2009) de Mariano Cohn y Gastón Duprat. Entre 2010 y 2011, Correa formó parte del elenco del espectáculo teatral Proyecto Vestuarios: Vestuario de mujeres de Javier Daulte. En 2011, captó una mediana atención por su papel en la película El estudiante de Santiago Mitre, donde compartió escenas con Esteban Lamothe.
Más tarde, Correa volvió a reunirse con el grupo Piel de lava para estrenar las obras Museo (2014-2015) y Neblina revisitada (2018). Posteriormente, crearon el espectáculo Petróleo (2018), donde Correa se puso en la piel de un obrero. Tiempo después, protagonizó la película dramática Una casa lejos (2021) de Mayra Bottero, en la cual asumió el rol de Sabrina. Luego, Correa formó parte de la obra teatral Parlamento (2023-2024), poniéndose en la piel de Neve da Cunha, una diputada brasileña.

## Filmografía

### Cine
| Año  | Título                | Papel              | Notas                             |
| ---- | --------------------- | ------------------ | --------------------------------- |
| 2009 | El hombre de al lado  | Julia              |                                   |
| 2011 | El estudiante         | Valeria            |                                   |
| 2013 | Vidrios               |                    |                                   |
| 2014 | Yo sé lo que envenena | Lucy               |                                   |
| 2015 | El incendio           | Amiga              |                                   |
| 2016 | El mes del amigo      | Emilia             | Cortometraje                      |
| 2016 | Los globos            | Mujer en la fiesta |                                   |
| 2016 | Finding Sofía         | Amiga de Sofía     | También como directora de casting |
| 2016 | Campaña antiargentina | Julieta            |                                   |
| 2017 | Cetáceos              | María              | También como directora de casting |
| 2018 | La flor               | Varios             |                                   |
| 2019 | Claudia               | Elisabeth          |                                   |
| 2019 | Alelí                 | Noelia             |                                   |
| 2021 | Betta                 | Madre              | Cortometraje                      |
| 2021 | Una casa lejos        | Sabrina            |                                   |
| 2023 | Vodka                 | Gin                |                                   |

### Televisión
| Año  | Título     | Papel | Notas                       |
| ---- | ---------- | ----- | --------------------------- |
| 2012 | 23 pares   | Jenny | Episodio: «Margen de error» |
| 2015 | Según Roxi | Greta | Episodio: «Asado de papis»  |
| 2016 | Jostel     | María |                             |

### Podcasts
| Año  | Título                | Papel | Notas       |
| ---- | --------------------- | ----- | ----------- |
| 2022 | Decisiones desparejas | Carla | 6 episodios |

## Teatro
| Año             | Título                                    | Papel         | Lugar                                         |
| --------------- | ----------------------------------------- | ------------- | --------------------------------------------- |
| 2000-2001       | Fractal                                   | Jimena 1      | Centro cultural Ricardo Rojas                 |
| 2003            | Bizarra                                   |               | Centro cultural Ricardo Rojas                 |
| 2003-2004, 2018 | Colores verdaderos                        |               | Teatro Sarmiento                              |
| 2005-2006       | Neblina                                   |               | Espacio Callejón                              |
| 2007-2010       | Acassuso                                  |               | Teatro Margarita Xirgu / Andamio 90           |
| 2007            | Tren                                      | Edith         | Centro cultural Ricardo Rojas                 |
| 2010-2011       | Proyecto Vestuarios: Vestuario de mujeres |               | Espacio Callejón                              |
| 2012            | False                                     |               | Teatro Defensores De Bravard                  |
| 2012-2013       | Vuelve                                    | Melina        | Elkafka Espacio Teatral                       |
| 2013-2014       | Cabaña suiza                              | Roxy          | Teatro del Pueblo                             |
| 2014-2015, 2018 | Museo                                     |               | Espacio Callejón                              |
| 2017            | Acá todavía                               | Narradora     | Centro Cultural Kirchner                      |
| 2018            | Neblina revisitada                        |               | Teatro Sarmiento                              |
| 2018-2019       | La gente normal                           | Noelia        | Espacio Callejón                              |
| 2018-2024       | Petróleo                                  | Formosa       | Teatro Sarmiento / Teatro Metropolitan        |
| 2021-2023       | La traducción                             |               | Galpón de Guevara / Teatro Nacional Cervantes |
| 2023-2024       | Parlamento                                | Neve da Cunha | Arthaus Central / Teatro Picadero             |
| 2024            | Plot                                      | Mujer         | Espacio Callejón                              |

### Otros créditos
| Año       | Título                       | Papel                    | Lugar                                  |
| --------- | ---------------------------- | ------------------------ | -------------------------------------- |
| 2003-2004 | Colores verdaderos           | Directora y dramaturga   | Falsa Escuadra / Teatro del Pueblo     |
| 2004-2006 | Nunca estuviste tan adorable | Asistente de dirección   | Teatro Sarmiento / Teatro Broadway     |
| 2006      | El 52                        | Directora                | Puerta Roja / Sportivo Teatral         |
| 2007      | Tren                         | Directora y dramaturga   | Centro cultural Ricardo Rojas          |
| 2009-2010 | El animador                  | Colaboradora artística   | Teatro Vera Vera                       |
| 2015-2016 | Las mutaciones               | Dramaturga               | Teatro del Abasto                      |
| 2015-2016 | Cumbia para camaleones       | Directora y dramaturga   | Espacio Sísmico                        |
| 2015      | Calmo como una bomba         | Directora                | El Estepario Teatro                    |
| 2018-2024 | Petróleo                     | Directora y dramaturga   | Teatro Sarmiento / Teatro Metropolitan |
| 2021      | Ofelia no estaba loca        | Directora                | Moscú Teatro                           |
| 2022-2024 | El rayo                      | Directora y dramaturga   | El Portón de Sánchez                   |
| 2022-2023 | Libe Brent (el amor quema)   | Asistente de dramaturgia | El Jufré Teatro / Cultural Morán       |

## Premios y nominaciones
| Año  | Organización                                              | Categoría                                      | Trabajo       | Resultado | Ref(s)        |
| ---- | --------------------------------------------------------- | ---------------------------------------------- | ------------- | --------- | ------------- |
| 2011 | Premios Sur                                               | Mejor actriz de reparto                        | El estudiante | Nominada  | [ 12 ]        |
| 2018 | Buenos Aires Festival Internacional de Cine Independiente | Mejor actriz                                   | La flor       | Ganadora  | [ 13 ]        |
| 2018 | Premios Teatro del Mundo                                  | Dirección                                      | Petróleo      | Nominada  | [ 14 ] [ 15 ] |
| 2018 | Premios Teatro del Mundo                                  | Dramaturgia                                    | Petróleo      | Nominada  | [ 14 ] [ 15 ] |
| 2018 | Premios Teatro del Mundo                                  | Mención especial                               | Piel de lava  | Ganadora  | [ 14 ] [ 15 ] |
| 2019 | Premios Cóndor de Plata                                   | Mejor actriz                                   | La flor       | Nominada  | [ 16 ]        |
| 2019 | Premios ACE                                               | Mejor autor/a argentino                        | Petróleo      | Nominada  | [ 17 ]        |
| 2019 | Premios ACE                                               | Mejor dirección de drama y/o comedia dramática | Petróleo      | Nominada  | [ 17 ]        |
| 2021 | Premios Konex                                             | Mención especial                               | Piel de lava  | Ganadora  | [ 18 ]        |
| 2023 | Premios María Guerrero                                    | Dramaturgia                                    | El rayo       | Nominada  | [ 19 ]        |
| 2024 | Premios Teatro del Mundo                                  | Dramaturgia                                    | El rayo       | Nominada  | [ 20 ]        |